# Zdarzenie losowe przeciwne
Zdarzenie losowe przeciwne – dla danego zdarzenia losowego zbiór tych zdarzeń elementarnych przestrzeni, które mu nie sprzyjają.
Formalnie:
Jeśli {\displaystyle A\subseteq \Omega } jest zdarzeniem pewnej przestrzeni zdarzeń elementarnych {\displaystyle \Omega ,} to zdarzeniem przeciwnym do {\displaystyle A} jest zdarzenie {\displaystyle \Omega \setminus A.} Zdarzenie przeciwne do {\displaystyle A} oznacza się symbolem {\displaystyle A'.}

## Własności
- Zdarzeniem przeciwnym do {\displaystyle A'} jest {\displaystyle A,} tzn. {\displaystyle (A')'=A.}
- Jeżeli {\displaystyle P} oznacza prawdopodobieństwo na przestrzeni {\displaystyle \Omega ,} to prawdziwa jest równość {\displaystyle P(A)+P(A')=1.}

## Przykłady
- Zdarzeniem przeciwnym do zdarzenia pewnego jest zdarzenie niemożliwe i vice versa.
- Niech {\displaystyle \Omega =\{1,2,3,4,5,6\}} oznacza zbiór wszystkich możliwych wyników pojedynczego rzutu kostką zaś {\displaystyle A=\{2,3,5\}} niech oznacza zdarzenie „wypadła liczba oczek będąca liczbą pierwszą”, to {\displaystyle A'=\{1,4,6\}} oznacza zdarzenie „wypadła liczba oczek niebędąca liczbą pierwszą”.